# Danae (obraz Tycjana)

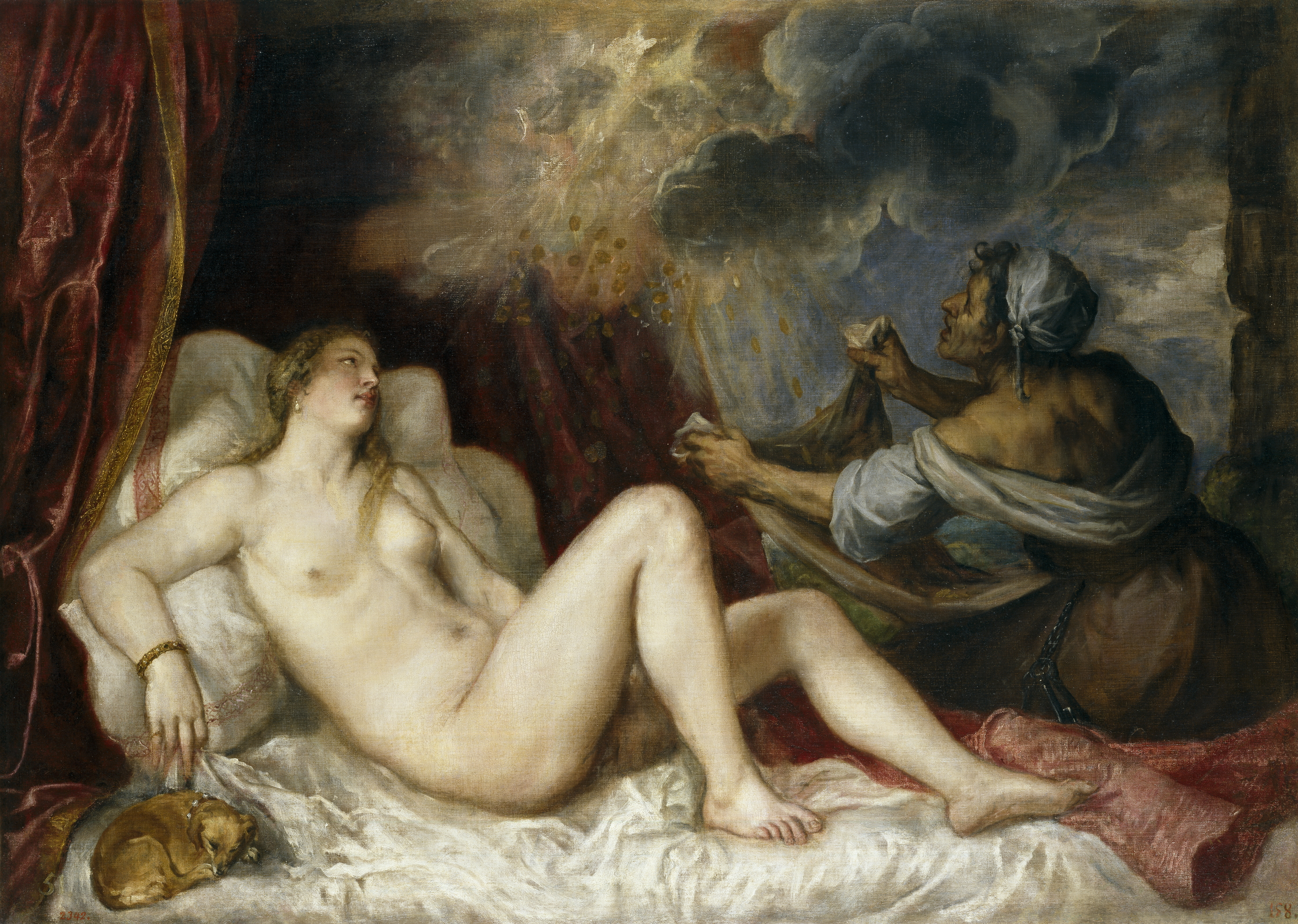
Danae, 1553-1554, Museo del Prado

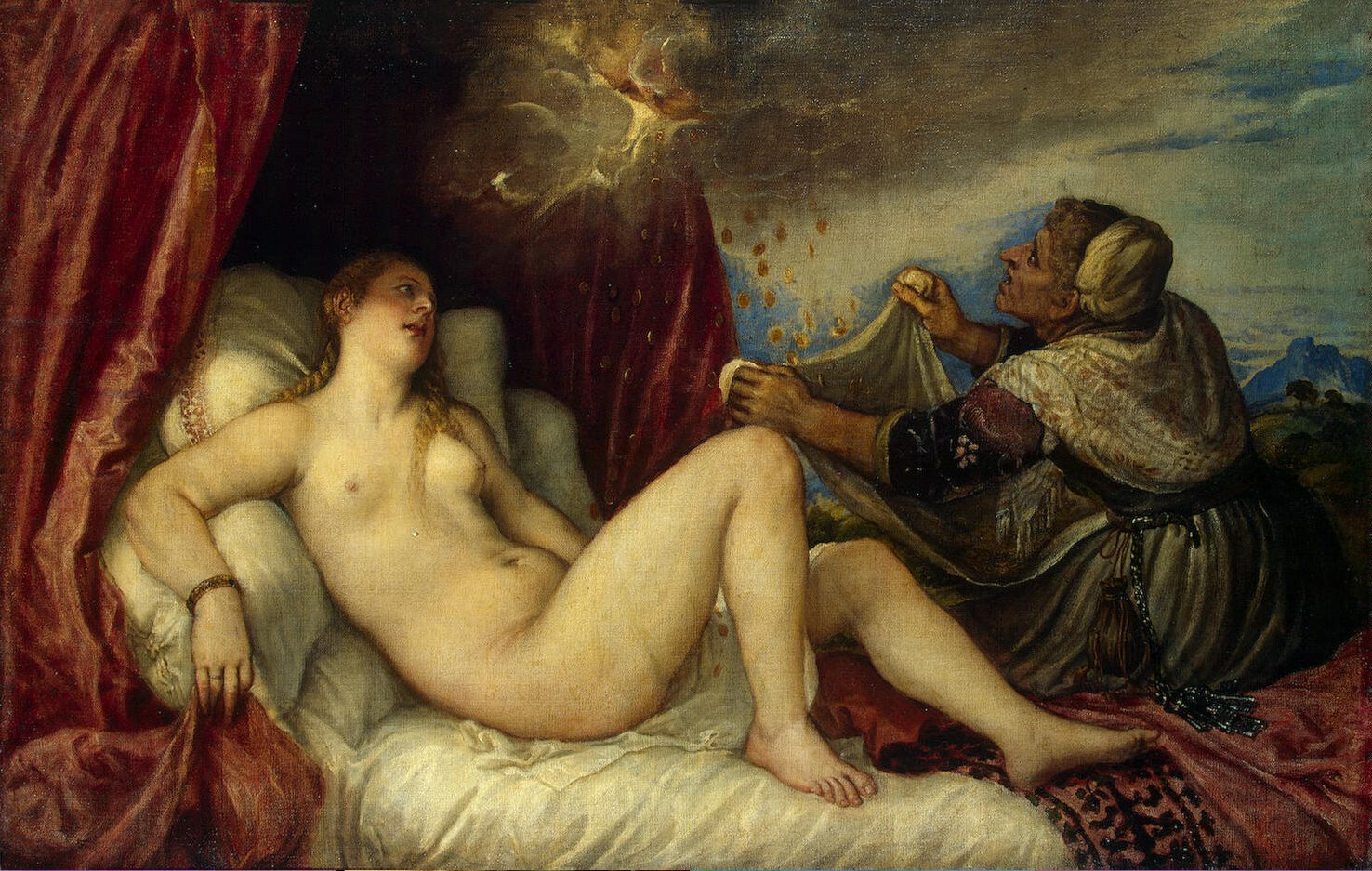
Danae, 1553-1554, Ermitaż, Sankt Petersburg

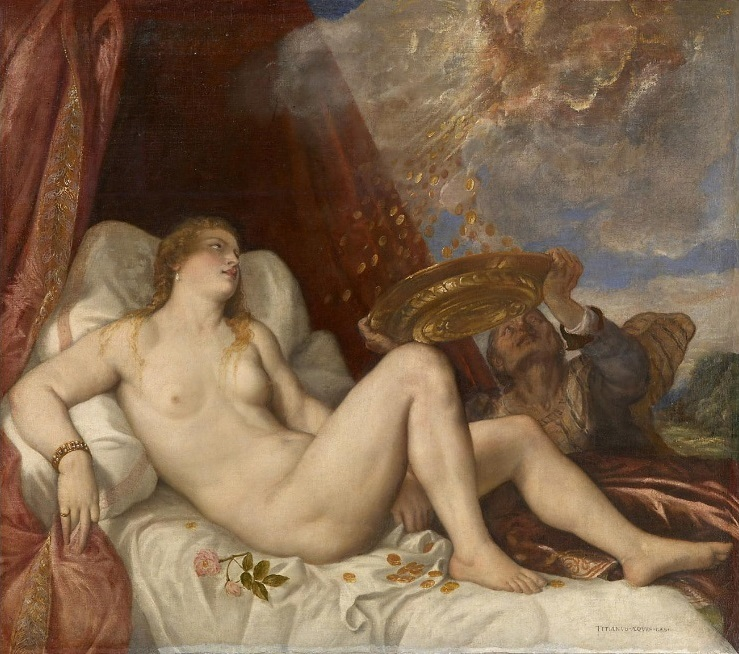
Danae, 1554, Kunsthistorisches Museum Wiedeń, Gemäldegalerie

Danae – obraz renesansowego malarza weneckiego Tycjana, powstały w latach 1545–1546. Przechowywany jest w Museo di Capodimonte w Neapolu.
Istnieją także trzy późniejsze wersje dzieła: z lat 1553–1554 (obecnie w muzeum w Prado i Ermitażu) i z 1554 (w Muzeum Historii Sztuki w Wiedniu).

## Historia obrazu
Obraz powstał w Rzymie, dokładnie w watykańskim Belvedere, na zlecenie bratanka papieża Pawła III, kardynała Alessandra Farnesego lub jego bratanka Oktawiusza. Gdy dzieło znajdowało się jeszcze w pracowni Tycjana, mistrza odwiedzili Giorgio Vasari i Michał Anioł. Widzieli oni płótno i po wyjściu z domu Tycjana według Vasariego Michał Anioł miał stwierdzić, iż: 

...koloryt i styl Tycjana bardzo mu się podobają, szkoda tylko, że w Wenecji od początku nie uczono rysować i że tamtejsi malarze nie posiadają, wprost nie stosują lepszych wzorów. Gdyby temu człowiekowi sztuka i rysunek stały do pomocy na równi z naturą, przede wszystkim przy malowaniu scen z życia, nie mogły powstać nic znakomitszego, bo umysł jego jest świetny, a jego styl przyjemny i żywy.

Obraz pierwotnie znajdował się w prywatnej sypialni zleceniodawcy, następnie został przeniesiony do Palazzo Fernese. Pod koniec XVII wieku dzieło znalazło się w Pallazo del Giardino w Parmie, w sali poświęconej bogini Wenus. Przez kolejne wieki płótno gościło w Neapolu i Palermo, a podczas II wojny światowej zostało wywiezione do Niemiec. Po zakończeniu działań wojennych obraz został odnaleziony w kopalni soli w pobliżu Salzburga w Austrii.

## Tematyka obrazu
Historia Danae i Zeusa odwiedzającego ją pod postacią złotego deszczu była częstym motywem na obrazach mistrzów renesansowych. Mit ten został opisany m.in. przez Owidiusza w Metamorfozach, które były inspiracją przedstawień również wielu innych starożytnych podań przez artystów, np. historii miłości Apolla do Dafne czy też nimfy Echo do Narcyza. Według relacji, ojciec Danae, Akizjos, po usłyszeniu od wyroczni delfickiej przepowiedni, jakoby do jego śmierci miał przyczynić się czynnie jego wnuk, zamknął córkę w wieży zamku, by w ten sposób uchronić się przed przeznaczeniem. Fortel Akizjosa nie zdał się na nic – Zeus dostał się do wieży pod postacią złotego deszczu i w ten sposób posiadł Danae.
Obraz przedstawia nagą Danae w chwili zbliżania się do niej boga Zeusa w postaci deszczu. Według badań radiograficznych i analizy poprawek, jakich dokonał Tycjan, stwierdzono, iż pierwotnie akt miał przedstawiać kochankę kardynała, kurtyzanę Angelę, lecz ze względu na skandaliczność tematu, malarz dodał złoty deszcz, nawiązując tym samym do mitu. Sposób przedstawienia Danae przypomina wcześniejsze akty autorstwa Giorgiona (Wenera, Wenus z Urbino), a także Ariadnę z Bachanalii Tycjana. Temat i ujęcie były jednak nowością. Już radość z oddania się bóstwu była czymś nowym w malarstwie. Jej spojrzenie wyraża błogą chwilę oczekiwania na zespolenie z bogiem. Dzięki odpowiednim ukierunkowaniu wzroku dziewczyny i ułożeniu ciała Tycjan wyraził w jednoznaczny sposób zachwyt i marzycielskie oddanie się Zeusowi, co stanowiło kulminację zmysłowych doznań Danae. Dodatkowo nowa była kolorystyczna kompozycja, czyli zestawienie białoróżowego ciała z bielą łoża, czerwienią kotary i ciemną chmurą znajdującą się nad głową dziewczyny. Lśniąca karnacja Danae odbija się od fioletowo-brązowego, cienistego tła.
Tycjan powtarzał ten sam temat kilkakrotnie. W Muzeum Prado znajduje się inna wersja o podobnej kompozycji, z tą różnicą, iż miejsce kupidyna zajęła starucha, która z chciwością łowi złoty deszcz. Zastąpienie słodkiego Amora brzydka kobietą miało ukazać różnicę pomiędzy poezją a prawdą życia oraz miało stworzyć malarski efekt kontrastowości, czyli zestawienia brzydoty i starości z młodością i pięknem ciała.
Trzecią wersję obrazu można oglądać w Muzeum Historii Sztuki w Wiedniu, a kolejną w Ermitażu. Wersje te różnią się detalami – na obrazie z Prado znajduje się pies, którego brak na obrazie z Petersburga, z kolei w wersji z Petersburga starucha chwyta złoto w szatę, a w wersji z Wiednia trzyma w rękach złotą tacę.